# Mihajlo Mujdrica
Mihajlo Mujdrica je bio hrvatski nogometaš. 

## Igračka karijera

### Klupska karijera
Igrao je za zagrebački klub HAŠK s kojim je bio jesenski prvak prvenstva Hrvatske i Slavonije sezone 1912./13., a suigrači su mu bili Vladimir Šuput, Hugo Kuderna, Ivan Banfić, Oto Behrman, Ivan Lipovšćak, Leo Gollob, Dragan Kastl, Dragutin Štancl, Janko Justin, Tomo Hombauer.
S HAŠK-om je osvojio Prvenstvo Zagrebačkog nogometnog podsaveza 1921./22., a suigrači su mu bili Ivan Benković, Eugen Dasović, Flick, Dragutin Friedrich, Krešimir Friedrich, Nikola Grdenić, Kinšer, Mirko Križ, Eugen Plazzeriano, Ivan Šojat, Stjepan Šterk, Vladimir Vinek, Stjepan Vrbančić, Egon Wasserlauf, Zebić, Dušan Zinaja, Vjekoslav Župančić.

## Izvan nogometa
Kada je 1919. osnovan Gospodarsko-šumarski fakultet na zagrebačkom sveučilištu, zagrebački su akademci ondje nastavili studij. Drugu generaciju koja je završila taj fakultet činili su uz ostale Borislav Kovačić (poslije najstariji šumar u Hrvatskoj), Mijo Korošec, Mihajlo Mujdrica, Zvonimir Pere, Ivan Smilaj te kasniji operni pjevač Nikola Cvejić.